# Якуша Василь Федорович
Якуша Василь Федорович (30 червня 1958, Зазим'я, Київська область — 24 листопада 2020) — радянський академічний веслувальник, призер Олімпійських ігор та чемпіонатів світу.

## Біографія
Василь Якуша народився в селі Зазим'я Київської області і веслуванням розпочав займатися лише в 20 років під час служби на флоті, але вже в 21 рік на чемпіонаті світу 1979 зайняв шосте місце в змаганнях одиночок.
На Олімпійських іграх 1980, за відсутності на Олімпіаді через бойкот ряду команд західних та ісламських країн, Якуша виборов срібну медаль в одиночках.
На чемпіонаті світу 1981 був в змаганнях одиночок восьмим, 1982 — другим, 1983 — четвертим. Розглядався в числі кандидатів на участь в Олімпійських іграх 1984, але СРСР разом з декількома іншими країнами соціалістичного табору бойкотував ці змагання через політичні причини. Якуша виступив в альтернативній регаті Дружба-84, де завоював золоту нагороду в одиночках.
1980 року на московській Олімпіаді Якуша був представником Азербайджанської РСР, а з 1984 року на всесоюзних змаганнях виступав за Білоруську РСР.
На чемпіонаті світу 1985 був в змаганнях одиночок четвертим, 1986 — третім.
На Олімпійських іграх 1988 разом з Олександром Марченко здобув бронзову нагороду в змаганнях двійок парних.